# Caloplaca coralloides
Caloplaca coralloides är en lavart som först beskrevs av Edward Tuckerman, och fick sitt nu gällande namn av Hulting. Caloplaca coralloides ingår i släktet orangelavar och familjen Teloschistaceae.   Inga underarter finns listade i Catalogue of Life.